# Herman Whiton
Herman Frasch Whiton (Cleveland, 6 april 1904 – New York, 6 september 1967) was een Amerikaans zeiler.
Tijdens de Olympische Zomerspelen 1928 behaalde Whiton de zesde plaats in de 6 meter klasse.
Twintig jaar later tijdens de Olympische Zomerspelen 1948 won Whiton de gouden medaille in de 6 meter klasse.
Vier jaar later won Whiton aan de zijde van zijn vrouw Emelyn de gouden medaille in de 6 meter klasse.

## Olympische Zomerspelen
| Jaar | Plaats    | Resultaten        |
| ---- | --------- | ----------------- |
| 1928 | Amsterdam | 6e 6 meter klasse |
| 1948 | Londen    | 6 meter klasse    |
| 1952 | Helsinki  | 6 meter klasse    |

1908: Charles Crichton / Gilbert Laws / Thomas McMeekin ·
1912: Amédée Thubé / Gaston Thubé / Jacques Thubé
1920 (model 1907): Frédéric Bruynseels / Émile Cornellie / Florimond Cornellie ·
1920 (model 1919): Andreas Brecke / Paal Kaasen / Ingolf Rød ·
1924: Christopher Dahl / Eugen Lunde / Anders Lundgren ·
1928: Erik Anker / Johan Anker / Håkon Bryhn / Olaf van Noorwegen ·
1932: Olle Åkerlund / Åke Bergqvist / Martin Hindorff / Tore Holm ·
1936: Miles Bellville / Christopher Boardman / Russell Harmer / Charles Leaf / Leonard Martin ·
1948: Alfred Loomis / Michael Mooney / James Smith / James Weekes / Herman Whiton ·
1952: Everard Endt / John Morgan / Eric Ridder / Julian Roosevelt / Emelyn Whiton / Herman Whiton